# التكيف القائم على النظام البيئي
يشمل التكيف القائم على النظام البيئي (إي بي إيه) مجموعة واسعة من النهج للتكيف مع التغير المناخي. تنطوي جميعها على إدارة النظم البيئية وخدماتها للحد من تعرض المجتمعات البشرية لتبعات التغير المناخي. تعرّف اتفاقية التنوع البيولوجي التكيف القائم على النظام البيئي بأنه «استخدام التنوع الحيوي وخدمات النظم البيئية كجزء من إستراتيجية شاملة للتكيف لمساعدة الناس على التكيف مع الآثار الضارة للتغير المناخي».
يشمل التكيف القائم على النظام البيئي الحفاظ على النظم البيئية وإدارتها المستدامة واستعادتها، والتي تشمل الغابات أو المراعي أو الأراضي الرطبة أو أشجار المانغروف أو الشعاب المرجانية، للحد من الآثار الضارة للمخاطر المناخية، بما في ذلك أنماط التحول ومستويات هطول الأمطار والتغيرات في درجات الحرارة القصوى والدنيا والعواصف القوية والظروف المناخية المتغيرة بشكل متزايد.
يمكن أن تُنفّذ نُهج التكيف القائم على النظام البيئي من تلقاء نفسها أو بالتشارك مع النُهج المهندسة (مثل بناء خزانات المياه أو السدود)، والتدابير الهجينة (مثل الشعاب الاصطناعية) والنهج التي تعزز قدرات الأفراد والمؤسسات على معالجة المخاطر المناخية (مثل إدخال أنظمة الإنذار المبكر).
يندرج التكيف القائم على النظام البيئي ضمن المفهوم الأوسع للحلول القائمة على الطبيعة، ويكمّل العناصر المشتركة ويشترك معها في مجموعة واسعة من النُهج الأخرى لبناء مرونة النظم الاجتماعية البيئية. تشمل هذه النهج التكيف القائم على المجتمع، والحد من مخاطر الكوارث القائم على النظام البيئي، والزراعة الذكية مناخيًا، والبنية التحتية الخضراء، وغالبًا ما تركز على استخدام العمليات التشاركية والشاملة وإشراك المجتمع/ أصحاب المصلحة. رُوّج لمفهوم التكيف القائم على النظام البيئي في المحافل الدولية، بما في ذلك عمليات اتفاقية الأمم المتحدة الإطارية بشأن التغير المناخي (يو إن إف سي سي سي) واتفاقية التنوع البيولوجي (سي بي دي). تشير بعض البلدان بشكل صريح إلى التكيف القائم على النظام البيئي في استراتيجياتها للتكيف مع التغير المناخي ومساهماتها المحددة وطنيًا (إن دي سيز) بموجب اتفاق باريس للمناخ.
التعاون من أجل خلق فهم أكبر لإمكانيات التكيف القائم على النظام البيئي راسخ بين الباحثين والمناصرين والممارسين من مجموعات الحفاظ على الطبيعة والتنمية المستدامة، على الرغم من كِبر العوائق التي تحول دون تعميم التكيف القائم على النظام البيئي على نطاق واسع، من قبل أصحاب المصلحة في القطاعين العام والخاص وكذلك صنّاع القرار. يُنظر إلى التكيف القائم على النظام البيئي على نحو متزايد على أنه وسيلة فعالة لمواجهة التحديات المرتبطة بالتغير المناخي والفقر في البلدان النامية، إذ يعتمد الكثير من الناس على الموارد الطبيعية في حياتهم وسبل معيشتهم.

## نظرة عامة
يصف التكيف القائم على النظام البيئي (إي بي إيه) مجموعة متنوعة من النهج للتكيف مع التغير المناخي، والتي تنطوي جميعها على إدارة النظم البيئية للحد من تعرض المجتمعات البشرية لتأثيرات التغير المناخي، مثل الأضرار الناجمة عن العواصف والفيضانات على الأصول المادية، والتآكل الساحلي، وتملّح موارد المياه العذبة، وفقدان الإنتاجية الزراعية. يكمن التكيف القائم على النظام البيئي في التقاطع بين التكيف مع التغير المناخي، والتنمية الاجتماعية والاقتصادية، والحفاظ على التنوع البيولوجي.
صيغ مصطلح التكيف القائم على النظام البيئي في عام 2008 من قبل الاتحاد الدولي لحماية الطبيعة (آي يو سي إن) والمؤسسات الأعضاء في مؤتمر الأمم المتحدة لاتفاقية التغير المناخي في عام 2008، في وقتٍ لطالما استخدمت فيه المجتمعات خدمات النظم البيئية. عُرّف التكيف القائم على النظام البيئي رسميًا في مؤتمر الأمم المتحدة بشأن التنوع البيولوجي في عام 2009.

### التكيف مع مخاطر التغير المناخي
توفر النظم البيئية الصحية خدمات نُظم بيئية مهمة، يمكن أن تسهم في التكيف مع التغير المناخي، إذ يمكن أن توفر النظم البيئية الصحية لغابات المانغروف على سبيل المثال الحماية من آثار التغير المناخي، غالبًا لبعض الفئات المستضعفة في العالم، من خلال استيعاب طاقة الأمواج وهبوب العواصف، والتكيف مع ارتفاع مستويات البحار، والحفاظ على الشواطئ من التآكل. يركز التكيف القائم على النظام البيئي على الفوائد التي يستمدها البشر من التنوع البيولوجي وخدمات النظم البيئية، وكيف يمكن استخدام هذه الفوائد لإدارة المخاطر فيما يتعلق بآثار التغير المناخي. يعد التكيف مع التغير المناخي أمرًا ملحًا بشكل خاص في البلدان النامية والعديد من الدول الجزرية الصغيرة النامية التي تعاني بالفعل من بعض أشد تأثيرات التغير المناخي، ولديها اقتصادات شديدة الحساسية للاضطرابات، وبقدرة أقل على التكيف.

### الاستخدام الفعال للتنوع البيولوجي وخدمات النظم البيئية
يمكن أن يشمل التكيف القائم على النظام البيئي مجموعة واسعة من أنشطة إدارة النظام البيئي التي تهدف إلى الحد من تعرض الناس لمخاطر التغير المناخي (مثل ارتفاع مستويات البحار، وتغير أنماط هطول الأمطار، والعواصف القوية) من خلال استخدام الطبيعة. تشمل تدابير التكيف القائم على النظام البيئي استعادة الموائل الساحلية في النظم البيئية مثل الشعاب المرجانية وغابات المانغروف والمستنقعات لحماية المجتمعات والبنى التحتية من هبوب العواصف، والحراجة الزراعية لزيادة مقاومة المحاصيل في حالات الجفاف أو الأمطار الغزيرة، والإدارة المتكاملة لموارد المياه للتعامل مع أيام الجفاف المتتالية والتغيير في أنماط هطول الأمطار، وتدخلات إدارة الغابات المستدامة لتحقيق استقرار المنحدرات ومنع الانهيارات الأرضية وتنظيم تدفق المياه لمنع الفيضانات السريعة.

### الفوائد المشتركة للتكيف القائم على النظام البيئي
يشير المؤيدون- من خلال نشر التكيف القائم على النظام البيئي- إلى تقديم فوائد أخرى للناس والطبيعة بنفس الوقت. تشمل هذه الفوائد المترابطة تحسين صحة الإنسان، والتنمية الاقتصادية الاجتماعية، والأمن الغذائي والأمن المائي، والحد من مخاطر الكوارث، وعزل الكربون، وحفظ التنوع الحيوي. يمكن- على سبيل المثال- أن تسهم استعادة النظم البيئية مثل الغابات والأراضي الرطبة الساحلية في الأمن الغذائي وتعزيز سبل العيش، من خلال جمع المنتجات الحرجية غير الخشبية، والحفاظ على وظائف مستجمعات الأمطار، وعزل الكربون للتخفيف من الاحتباس الحراري. يمكن لاستعادة النظم البيئية لغابات المانغروف أن تساعد في زيادة الأمن الغذائي والأمن المعيشي من خلال دعم مصائد الأسماك، وتقليل مخاطر الكوارث عن طريق تقليل ارتفاع الموجة وقوتها أثناء الأعاصير والعواصف.

## أطر السياسات
أقرت العديد من منتديات السياسة الدولية بالأدوار المتعددة التي تلعبها النظم البيئية في تقديم الخدمات والتصدي للتحديات العالمية، بما في ذلك تلك المتعلقة بالتغير المناخي، والكوارث الطبيعية، والتنمية المستدامة، وحفظ التنوع البيولوجي.

### سياسة التغير المناخي
تعترف اتفاقية باريس بشكل صريح بدور الطبيعة في مساعدة الناس والمجتمعات على معالجة التغير المناخي، وتدعو جميع الأطراف إلى الاعتراف «بأهمية ضمان سلامة جميع النظم البيئية، بما في ذلك المحيطات، وحماية التنوع البيولوجي، التي تعترف بها بعض الثقافات كأمنا الأرض»، إذ تتضمن مقالاتها عدة إشارات إلى النظم البيئية والموارد الطبيعية والغابات.
تُرجم هذا المفهوم إلى نية وطنية رفيعة المستوى، كما اتضح من التحليلات المقارنة للمساهمات المحددة على المستوى الوطني (إن دي سيز) المقدمة إلى اتفاقية الأمم المتحدة الإطارية بشأن التغير المناخي (يو إن إف سي سي سي) من قبل الموقعين على اتفاقية باريس. أنشأت اتفاقية الأمم المتحدة الإطارية بشأن التغير المناخي أيضًا خطط التكيف الوطنية (إن إيه بّي) كوسيلة لتيسير تخطيط التكيف في البلدان الأقل نماءً (إل دي سيز) والبلدان النامية الأخرى. تضخِّم مخاطر التغير المناخي من تحديات التنمية في البلدان الأقل نماء، بسبب انخفاض مستوى التنمية فيها.